# Modéstia
A modéstia abrange um jogo de cultura ou valores religiosos determinados que relacionam-se uns aos outros. 
Pode incluir: 
1. A moderação em uma ação ou aparência, não desejando atrair atenção imprópria para si;
2. Subestimando uma realização (veja humildade);
3. Falsa modéstia, uma forma de vangloriar-se auto-humilhando-se falsamente;
4. Modéstia sobre sexualidade e a exposição do corpo humano, especialmente tabus contra nudez em muitas culturas.

Este conceito de modéstia é de grande importância a muitas pessoas, e é o primeiro desdobramento deste tema, neste artigo. 

## Modéstia do corpo
A modéstia de corpo é o desejo ou requisito de não expor demais o corpo humano; isto aplica à pele nua, mas também ao cabelo, e especialmente às partes íntimas; envolve não só cobrir partes do corpo, mas também obscurecendo sua forma. É realizado por roupa conveniente, meios especiais de roupas variáveis (veja praia), fechando ou trancando a porta quando mudar de roupas ou tomar um banho de chuveiro, etc.; varia de acordo com quem pode vê-lo, tal como o esposo, sócio, amigo ou a familiares do mesmo sexo, estranhos do mesmo sexo, amigos ou a família, incluindo esses do sexo oposto, as pessoas da mesma classe social, as pessoas em geral. 

## Controvérsias
A modéstia pode ser discutível. Um termo alternativo para modéstia, usado por alguns críticos é a vergonha do corpo ou ginofobia. Modéstia excessiva é chamada pudico (pudor). Falta de modéstia, em excesso é chamado exibicionismo. 
Os proponentes da modéstia frequentemente veem nela como respeito para os seus corpos e os sentimentos de si e de outros, e algumas pessoas acreditam que podem reduzir crimes sexuais. (Isto é baseado na crença que vítimas de crimes de sexo são, ao menos parcialmente, responsáveis por novos crimes, se eles imodestamente foram vestidos e assim atraíram o delinquente). 
A modéstia é condicionada por religião, cultura, ocasião, e que é presente; por exemplo, uma pessoa finlandesa que alegremente talvez tire todas as roupas numa sauna provavelmente não quereria andar nua rua abaixo.  
Semelhantemente, alguém que talvez use um biquíni na praia não o usaria numa reunião de negócio.

## Normas ocidentais normalmente aceitas
A cultura ocidental em geral exige que as partes íntimas do corpo sejam cobertas em lugares públicos todas as vezes. As exceções são feitas para situações tal como o público e lugares, que tendem a ser locais de reuniões de único-sexo, e saunas, que tendem a ser locais de reuniões de ambos os sexos. 
Tradicionalmente, há uma expectativa de uso de camisa e calças ou vestidos etc. usados em lugares públicos. Em particular, é geralmente inaceitável o uso de calções em espaços bem públicos, exceto em lugares designados para banhos ou na vizinhança destes lugares (tal como praias, e piscinas). 
Em lares privados, as regras podem ser mais relaxadas. Por exemplo, nudez entre membros imediatos da família, que são coabitantes do lar, às vezes é permitida, especialmente no quarto e banheiro; ou usando roupas leves casualmente, que não seria feito ao ar livre. Em outra parte no lar, particularmente quando visitantes estão presentes, alguma roupa casual simples é esperada, mesmo que não se espere toda a vestimenta usual.  
Deve ser anotado, no entanto, que a subcultura do nudismo considera a nudez completa como aceitável somente dentro da comunidade de nudistas.

## Tradições culturais e religiosas da modéstia
Enquanto estas normas geralmente são aceitas como um mínimo, muitas 
religiões e culturas têm regras diferentes.  

### Nativos africanos e Modéstia australiana
Outras culturas, tal como algumas culturas da África e a cultura 
tradicional de aborígenes australianos têm requisitado muito menos a modéstia, embora a quantidade de exposição aceitável varia grandemente, de nada para algumas mulheres, a tudo, exceto a glande do pénis, para homens de algumas tribos (veja prepúcio). Em outras culturas africanas, a pintura do corpo é usada como "cobertura" do corpo também, e é considerada por muitos uma "vestimenta".

### Modéstia islâmica
Em algumas subculturas Islâmicas, mulheres escolhem se usam o nicabe, uma  peça de roupa que pretende ocultar cada parte do corpo, às vezes incluindo os olhos. Usar um nicabe (às vezes referido como burca, embora este termo tecnicamente só aplica a uma peça de roupa afegã) é bastante comum em muitos países Islâmicos. Interpretações Islâmicas exigem das mulheres cobrir tudo, com a exceção das mãos (o pulso) e rosto; a escolha de estender isto ao rosto e mãos é voluntário, e expressa maior modéstia e santidade a muitos. No entanto, alguns entendem que os ensinos do Alcorão em 
vestimentas exigem das mulheres usar o nicabe. Mulheres Muçulmanas adicionalmente, muitas usam o lenço Islâmico, ou hijab, como um meio de expressar a modéstia. 
Em países bem Islâmicos, tais expressões de modéstia são voluntárias. Em outros, tal como Afeganistão sob os Taliban, eles foram impostos sob a ameaça de castigo físico severo.

### Modéstia judia
O judaísmo Ortodoxo exige dos homens usar uma cobertura na cabeça, na forma de um yarmulke. Contudo, um yarmulke (também chamou kipa) não é relacionado à modéstia; sua função é como um lembrete físico religioso de Deus. O Judaísmo ortodoxo espera das mulheres casadas cobrir seu cabelo; isto é alcançado por xales, chapéus, ou — em muitas comunidades — perucas ("sheitel"). 

### Modéstia católica
A Igreja católica espera dos católicos vestir-se modestamente, de acordo com suas diretrizes. Não há porém nenhuma diretriz oficial para a modéstia; a hierarquia no entanto, e mesmo alguns papas, deram opiniões em várias questões. 
O Papa Pio XII declarou que as mulheres devem cobrir seus braços superiores e ombros, que suas saias devem cobrir ao menos até o joelho, e o decote não deve revelar nada. 
Giuseppe Cardinal Siri de Gênova declarou que calças eram inaceitáveis para vestir mulheres ; muitas mulheres católicas tradicionais seguiram este conselho, e alguns católicos tentaram mais ainda, justificar isto filosoficamente .  
Em todo caso, a Igreja condena o uso de roupas que exibem o corpo e faz dele um objeto de sexo. 
A Igreja espera dos homens vestir-se modestamente também, mas as exigências não são iguais em relação às mulheres; isto é porque os homens estão considerados mais suscetíveis à tentação sexual. Nenhuma destas "diretrizes" unem em católicos; católicos tradicionais acham-nos bastante persuasivos. Muitas mulheres católicas não-tradicionais, por outro lado, frequentemente supervisionam os ensinos tradicionais da igreja em modéstia pela moda. 
Apesar desta falta de diretrizes oficiais, católicos de tradição ocupam-se  frequentemente de delinear a modéstia. Nossa Senhora de Fátima disse em 1917 isso: "Certas modas serão introduzidas que ofender-se-ão meu Filho (Jesus) muito." Alguns mesmos tentaram formar teorias coesivas em modéstia; às vezes isto é de uma perspectiva sociológica,  enquanto em outras vezes toma uma aproximação mais Tomista, combinado com os escritos dos Pais da Igreja .

## Versões modestas de nudez

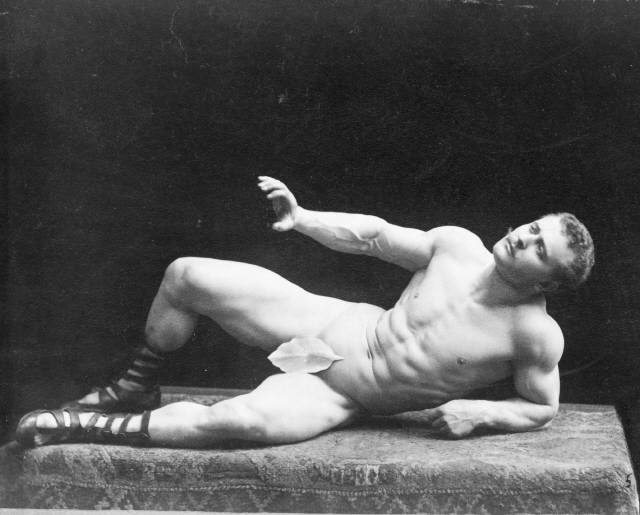

Na arte, os meios de reduzir a descrição de nudez incluem: 
- uma folha de figo;

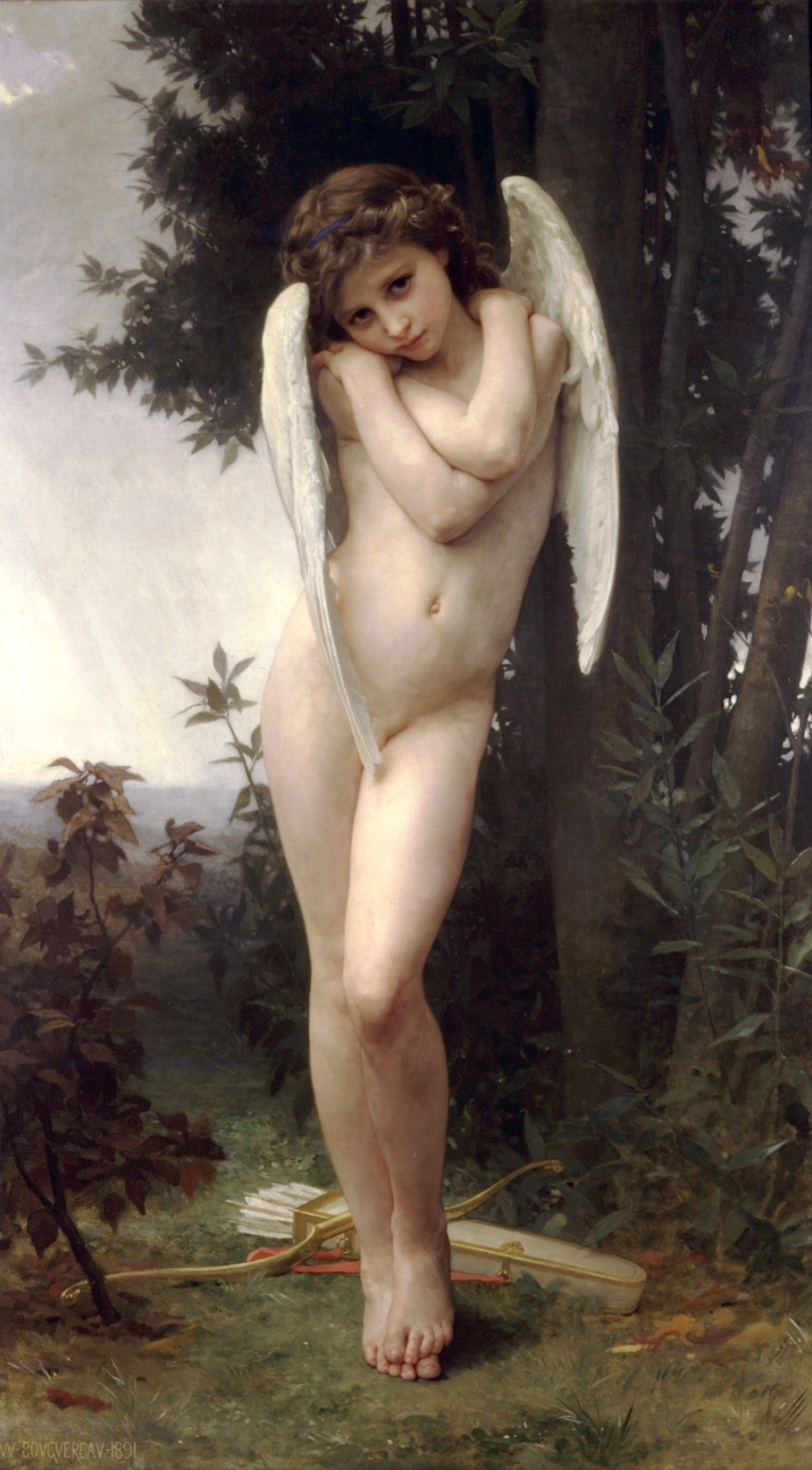

- um pedaço de pano (ou algo mais) aparentemente por um acaso, cobrindo os genitais;

- fotografar uma pessoa supostamente nua da cintura para cima (ou dos ombros para cima, para mulheres);

- num filme, manobrando (virando, tendo objetos em frente) e editando a película em tal meio, para que nenhuns genitais sejam vistos.

## Considerações de gênero
Os dois gêneros podem encarar expectativas diferentes com a modéstia. Enquanto ambos os gêneros, na cultura Ocidental, são esperados manter os seus genitais cobertos todas as vezes, da fêmea adicionalmente é esperada manter os seus peitos cobertos. Por outro lado, pelos ditames da moda e normas sociais, dos machos geralmente são esperados ser vestidos muito mais modestamente que as mulheres, que em certos cenários podem estar em público usando roupas que só cobrem as áreas necessárias e nada mais.